# Portrait of an American Family

Portrait of an American Family (Портрет американської сім'ї) — музичний альбом гурту Marilyn Manson, виданий 19 липня 1994 року. Загальна тривалість композицій становить 61 хвилину 10 секунд. Альбом відносять до напрямків індастріал-метал та горор-панк

## Список пісень
1. "Prelude (The Family Trip)" - 1:20      (Менсон, Ґейсі)
2. "Cake and Sodomy" - 3:46                 (Берковіц)
3. "Lunchbox" - 4:32                              (Берковіц, Ґейн)
4. "Organ Grinder" - 4:32                       (Ґейн, Берковіц)
5. "Dope Hat" - 4:21                               (Менсон, Берковіц, Ґейсі)
6. "Get Your Gunn" - 3:18                      (Берковіц, Ґейн)
7. "Wrapped in Plastic" - 5:35                (Берковіц)
8. "Dogma" - 3:22                                   (Берковіц)
9. "Sweet Tooth" - 5:03                           (Ґейсі, Ґейн)
10. "Snake Eyes and Sissies" - 4:07        (Ґейсі, Берковіц, Ґейн)
11. "My Monkey" - 4:31                            (Берковіц)
12. "Misery Machine" - 5:28                      (Ґейн, Берковіц, Ґейсі)
13. "Down in the Park" (кавер на Ґарі Ньюмена) (бонус) (Ґейсі, Берковіц)
14. "Brown Bag" (ремікс на пісню Lunchbox) (бонус)

## Учасники запису

### Основний склад
- Мерилін Менсон - Вокал, тексти, співкомпозитор (1, 5)
- Дейзі Берковіц - Гітара, композитор та співкомпозитор (2, 3, 4, 5, 6, 7, 8, 10, 11, 12, 13)
- Ґіджет Ґейн - Бас, співкомпозитор (3, 4, 6, 9, 10, 12)
- Мадонна Вейн Гейсі - Клавішні. саксофон, додаткова перкусія та ін. Співкомпозитор (1, 5, 9, 10, 12, 13)
- Сара Лі Лукас - Барабани

### Виробничий, технічний та додатковий персонал
- Твіґґі Рамірез - концертний басист
- Трент Резнор - додаткова гітара (3), програмування
- Робін Фінк - синтезатори
- Чарлі Клоусер - барабани, африканські барабани, програмування
- Кріс Вренна - додаткова перкусія, програмування
- Роберт Пірс - вокал (11)
- Гоуп Ніколс - саксофон (7), вокал
- Шон Бівен - програмування